# Campeonato Europeo de Esgrima de 2020
El XXXIII Campeonato Europeo de Esgrima se iba a celebrar en Minsk (Bielorrusia) entre el 16 y el 21 de junio de 2020 bajo la organización de la Confederación Europea de Esgrima (CEE) y la Federación Bielorrusa de Esgrima. Pero debido a la pandemia de COVID-19 el evento fue cancelado.